# (32593) Crotty
2001 QK138 (asteroide 32593) é um asteroide da cintura principal. Possui uma excentricidade de 0.09850510 e uma inclinação de 5.12199º.
Este asteroide foi descoberto no dia 22 de agosto de 2001 por LINEAR em Socorro.